# 348 May
A 348 May (ideiglenes jelöléssel 1892 R) a Naprendszer kisbolygóövében található aszteroida. Auguste Charlois fedezte fel 1892. november 28-án.